# Neklan
Neklan est un prince mythique de Bohême au IXe siècle, de la lignée des Přemyslides. Selon Cosmas de Prague il est le fils de Křesomysl.

## Neklan selon la Chronique de Cosmas de Prague
Neklan était réputé pour son caractère pacifiste. Il est un des acteurs principaux de la guerre contre les Lucanes, une autre tribu slave, vivant le long de la rivière Ohře. Cette guerre mythique est racontée par Cosmas de Prague, dont le récit est très inspirée par Homère.
Vlastislav, le chef des Lucanes, aurait assiégé le château de Neklan. Neklan voulait faire la paix avec lui. Son ami Tyr décida de mener le combat. Il emprunta son armure et son cheval et partit à la guerre contre Vlastislav à la place de Neklan. Tyr et Vlatislav moururent dans cette bataille. La victoire fut remportée par les Tchèques. Ils envahirent le pays des Lucanes.
Ensuite, Neklan aurait régné avec succès pendant de nombreuses années sur la Bohême. Il a laissé le pouvoir à son fils Hostivít.

## Origine du nom
On pense que le nom de Neklan dérive du mot slave « klát » qui signifie incliner et du préfixe privatif ne- c'est-à-dire non, ce qui le décrirait comme un souverain pacifique. Záviš Kalandra estimait que les noms des sept princes étaient les noms cryptés d'anciens jours slaves de la semaine - Vojen étant le sixième vendredi, sans explication cohérente   Une autre théorie dit que les noms ont été confondus avec un vieux texte slave cohérent et partiellement incomplet.